# Tais
Els tai són un grup de pobles que ocupen àmplies zones a l'Àsia del sud-est continental. Formen part d'un mateix grup etnolinguístic prou homogeni que, d'una manera ampla, comparteix les mateixes tradicions i costums. No hi ha unanimitat quant a la utilització del terme "pobles tai". Alguns fan servir el terme d'una manera ampla, incloent tots els pobles que parlen alguna de les llengües tai-kadai. Altres apliquen el terme "tai" d'una manera més estricta per referir-se només a aquells pobles que parlen alguna de les llengües tai, excloent altres pobles membres de la família tai-kadai. Per diferenciar els pobles tai en un sentit estricte en el camp de l'antropologia s'utilitza el terme "pobles tai nuclears" (de l'anglès "nuclear Tai peoples").

## Etnologia

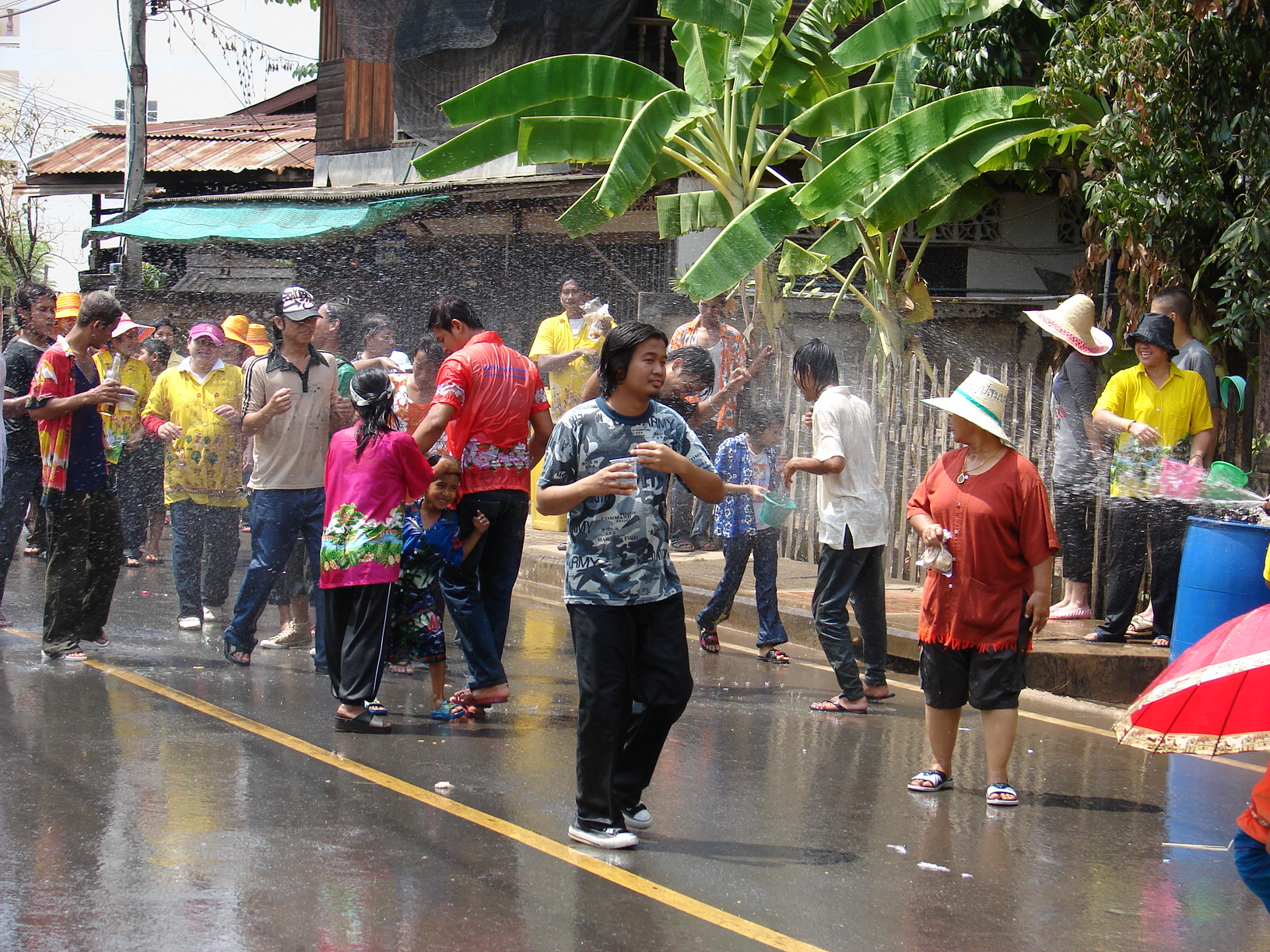
La festivitat del Songkran és comuna a tots els pobles tai.

Els pobles tai no han tingut mai llur nació pròpia, és a dir, un estat que els ha unificat. Tanmateix històricament han estat conscients que comparteixen un mateix ideal nacional. Aquest ideal s'ha expressat vagament en la idea d'una nació siamesa o "Siam", originat en el nom del regne més important de la zona sud del territori ocupat pel grup. Així "Siam" (amb un significat ample i un xic mític) ha donat origen a altres versions del mateix nom com Shan o Assam entre certs grups que s'identifiquen com a "tai".

## Origen
Els tai vivien originàriament als voltants del sud de la Xina on es coneixien com a Nanzhao o Nanman i sembla que varen emigrar a la zona de Siam vers el segle vi aC.
Amb el pas dels segles han aparegut diferenciacions en les diverses zones de l'Àsia del sud-est continental. Actualment el grup dels tai es pot subdividir en diversos grups regionals, però estudis de l'ADN han pogut confirmar que el grup posseeix una gran homogeneïtat.
Actualment la majoria de la gent del poble tai viuen a Tailàndia, Xina, Laos, Vietnam, Myanmar i l'Índia però hi ha minories importants a Cambodja, Malàisia i Singapur.

## Costums
Els pobles tai celebren una sèrie de festivitats anuals que són comunes a tot el grup. La més coneguda és el Songkran, que se celebra fent batalles d'aigua on tothom acaba moll. El Songkran marcava antigament l'equinocci vernal, però ara s'ha fixat al calendari i se celebra sempre el 14 d'abril.

## Pobles tai
Entre els principals pobles tai cal mencionar:
- Els tai en el sentit estricte ("pobles tai nuclears"), que inclouen principalment els shan de Birmània, els zhuang del sud de la Xina, els lao de Laos, els assamesos de l'Índia i els pobles thai i isaan de Tailàndia.
- Els Li de l'illa de Hainan
- Els pobles Kadai o dai de Guangxi, Guizhou, Yunnan, Hunan i Hainan a la Xina i de les províncies de Ha Giang, Cao Bang, Lao Cai i Son La al Vietnam.
- Els Kam-Sui de Laos i Vietnam.
- Els Saek de Laos i l'Isaan.
- Els Biao de Guangdong, Xina.
- Els Lakkia de Guangxi, Xina.
- Els Lingao de l'illa de Hainan.
- Com que sovint provenen de zones econòmicament endarrerides, hi ha també membres dels pobles tai que han emigrat als Estats Units i a Europa en les darreres dècades.